# Максимов, Владимир Салманович
Влади́мир Салма́нович Макси́мов (род. 14 октября 1945, недалеко от Потсдама, Советская зона оккупации Германии) — советский гандболист, советский и российский тренер и спортивный функционер, на протяжении многих лет тренер сборной России и клуба «Чеховские медведи», бывший глава Федерации гандбола России.

## Карьера
Родился на территории оккупированной Германии, где его мать работала в госпитале. Отец, родом из Дагестана, был начальником этого госпиталя. Вскоре после рождения Владимира мать уехала к своим родителям в Киргизию (во многих источниках встречается информация, что Максимов родился в киргизском Канте). После этого мать Максимова вместе с сыном переехала в Майкоп, так как там был арестован её отец. Семья затем осталась в Майкопе. Своего отца Максимов никогда не видел, после войны из Потсдама он уехал к себе в Дагестан. В школе Владимир носил отчество Иванович.
Играл на позиции полусреднего за команды «Университет» (Краснодар), МАИ. Заслуженный мастер спорта СССР (1973). Капитан сборной СССР 1970-х годов.
Олимпийский чемпион (1976), серебряный призёр чемпионата мира (1978), чемпион мира среди студентов (1968, 1971), победитель Кубка европейских чемпионов (1973), Кубка обладателей кубков (1977), 3-кратный чемпион СССР (1972, 1974, 1975), победитель Кубка СССР (1977). Лучший бомбардир чемпионата мира-1970 (31 мяч). В составе сборной СССР провёл 172 матча, забросил 690 мячей (национальный рекорд).
Член КПСС с 1972 года. Заслуженный тренер СССР. Владимир Максимов приводил сборную страны к победам на Олимпийских играх в Барселоне-1992 (в качестве второго тренера) и в Сиднее-2000 (как главный тренер), на чемпионатах мира (1993, 1997) и чемпионате Европы (1996).

## Награды и звания
- Заслуженный мастер спорта СССР (1973)
- Орден Трудового Красного Знамени (1976)
- Заслуженный тренер СССР (1989)
- Заслуженный тренер РСФСР (1991)
- Заслуженный работник физической культуры Российской Федерации (1993)
- Серебряный Олимпийский орден (1996)
- Орден «За заслуги перед Отечеством» IV степени (11 сентября 1998) — за заслуги перед государством, многолетний добросовестный труд и большой вклад в укрепление дружбы и сотрудничества между народами[2]
- Орден «За заслуги перед Отечеством» III степени (19 апреля 2001) — за большой вклад в развитие физической культуры и спорта, высокие спортивные достижения на Играх XXVII Олимпиады 2000 года в Сиднее[3]
- Медаль «Слава Адыгеи» (14 октября 2015) — за вклад в развитие физической культуры и спорта Республики Адыгея
- Почётный гражданин Московской области (29 августа 2019)[4]

## Критика
Ряд специалистов и представителей прессы обвиняют Максимова в том, что занимая должности тренера ведущего российского клуба, гендиректора Союза гандболистов России и фактически возглавляя мужскую национальную сборную, он целенаправленно ослабляет конкуренцию в чемпионате, переманивая талантливых игроков вопреки действующим контрактам, и препятствует развитию гандбольных центров в регионах. При доминировании Максимова в мужском гандболе России сборная совершила катастрофический регресс — от «золота» Олимпиады-2000 до непопадания на чемпионат мира (в число 24 лучших команд планеты) десять лет спустя.
В январе 2012 года мужская гандбольная сборная России, тренируемая Максимовым, на старте ЧЕ-2012, в первом групповом турнире, заняла последнее место в своей отборочной группе и лишилась всех шансов на попадание на Олимпиаду-2012. Это были первые Олимпийские игры, которые пропустила мужская сборная России по гандболу.